# Парламентский поезд
«Парламентский поезд» (англ. Parliamentary train) — в Великобритании название пассажирского поезда, который обеспечивал перевозку пассажиров в соответствии с Законом о регулировании железных дорог 1844 года, требовавшим от железнодорожных компаний предоставлять недорогой железнодорожный транспорт менее обеспеченным пассажирам. Согласно закону на каждом железнодорожном маршруте Великобритании ежедневно должен был курсировать по крайней мере один такой поезд. В настоящее время требование хоть не является юридическим обязывающим, но большинство договоров франшизы требуют наличия таких поездов. Современный термин описывает также поезда, которые продолжают работать, чтобы избежать затрат на официальное закрытие маршрута или станции. При этом количество поездов может быть снижено вплоть до одного в неделю в одном направлении, при этом без особого снижения цены. Часто эти поезда называют «поездами-призраками».

## XIX век

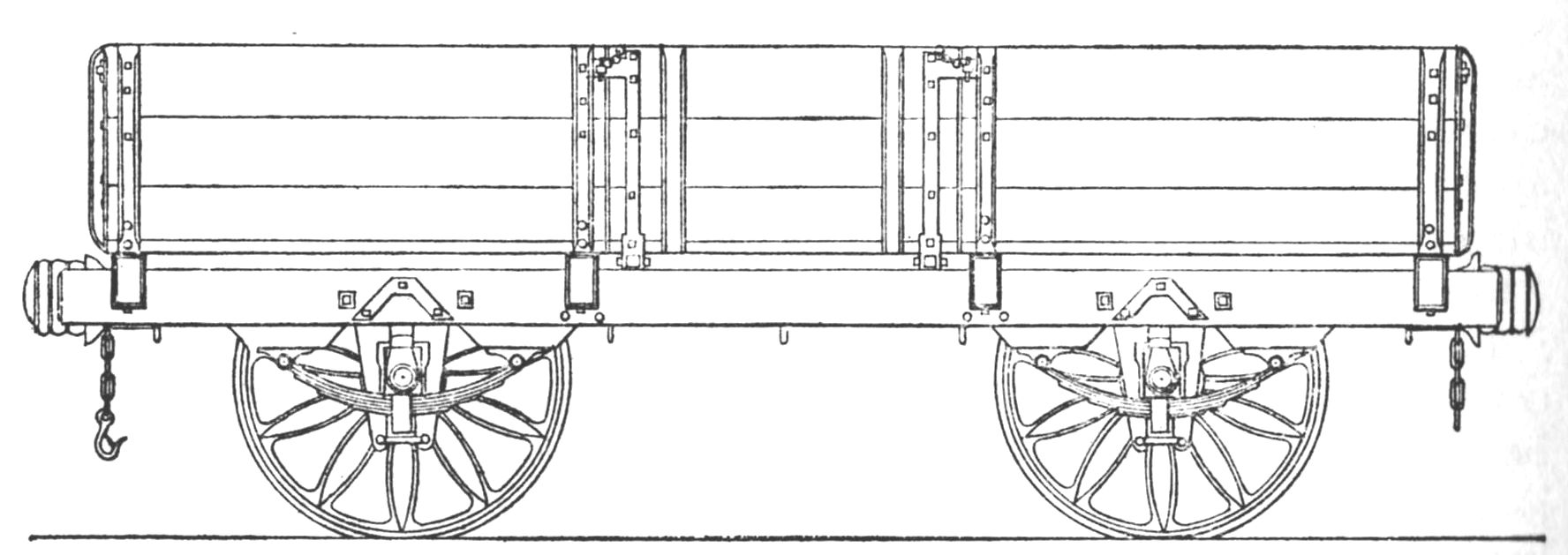
Открытый пассажирский вагон Great Western Railway

В начале развития пассажирских железных дорог Великобритании бедняков поощряли путешествовать, чтобы найти работу в растущих промышленных центрах, но поезда, как правило, были для них недоступны, за исключением самых простых полувагонов, во многих случаях прикрепленных к товарным поездам. Политическое давление заставило Совет по торговле провести расследование, и консервативное правительство Роберта Пиля приняло Закон о регулировании железных дорог, который вступил в силу 1 ноября 1844 года. Согласно его положениям, железнодорожные компании были обязаны предоставить «по крайней мере один поезд в день в каждую сторону со скоростью не менее 12 миль в час, с остановками на всех станциях, а также вагоны, защищенные от непогоды и оборудованные сиденьями… по цене не дороже пенни за милю».

### В популярной культуре

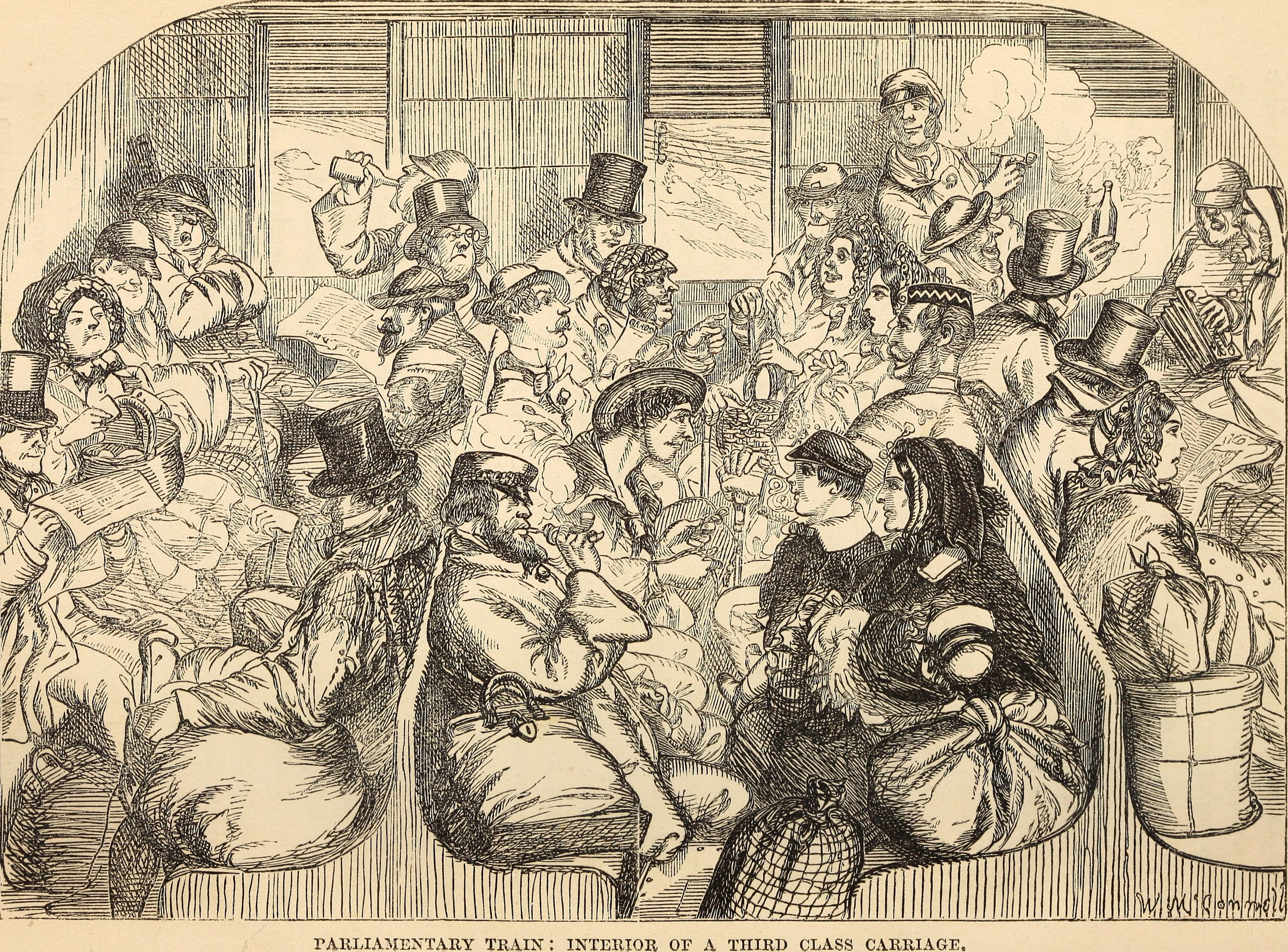
«Парламентский поезд»: интерьер вагона третьего класса (1859)

Базовые удобства и медленное движение викторианского «парламентского поезда» привело к юмористическому упоминанию его в комической опере Гилберта и Салливана «Микадо». В арии «A more humane Mikado» Микадо объясняет, как он будет судить по справедливости за совершенные преступления:

Идиот, который в вагоне

Рисует каракули на стекле,

Будет всего лишь приговорён

К поездке на буфере

«Парламентского поезда».
Оригинальный текст (англ.)
The idiot who, in railway carriages,

Scribbles on window-panes

Will only suffer

To ride on a buffer

In Parliamentary trains.

## После сокращений Бичинга

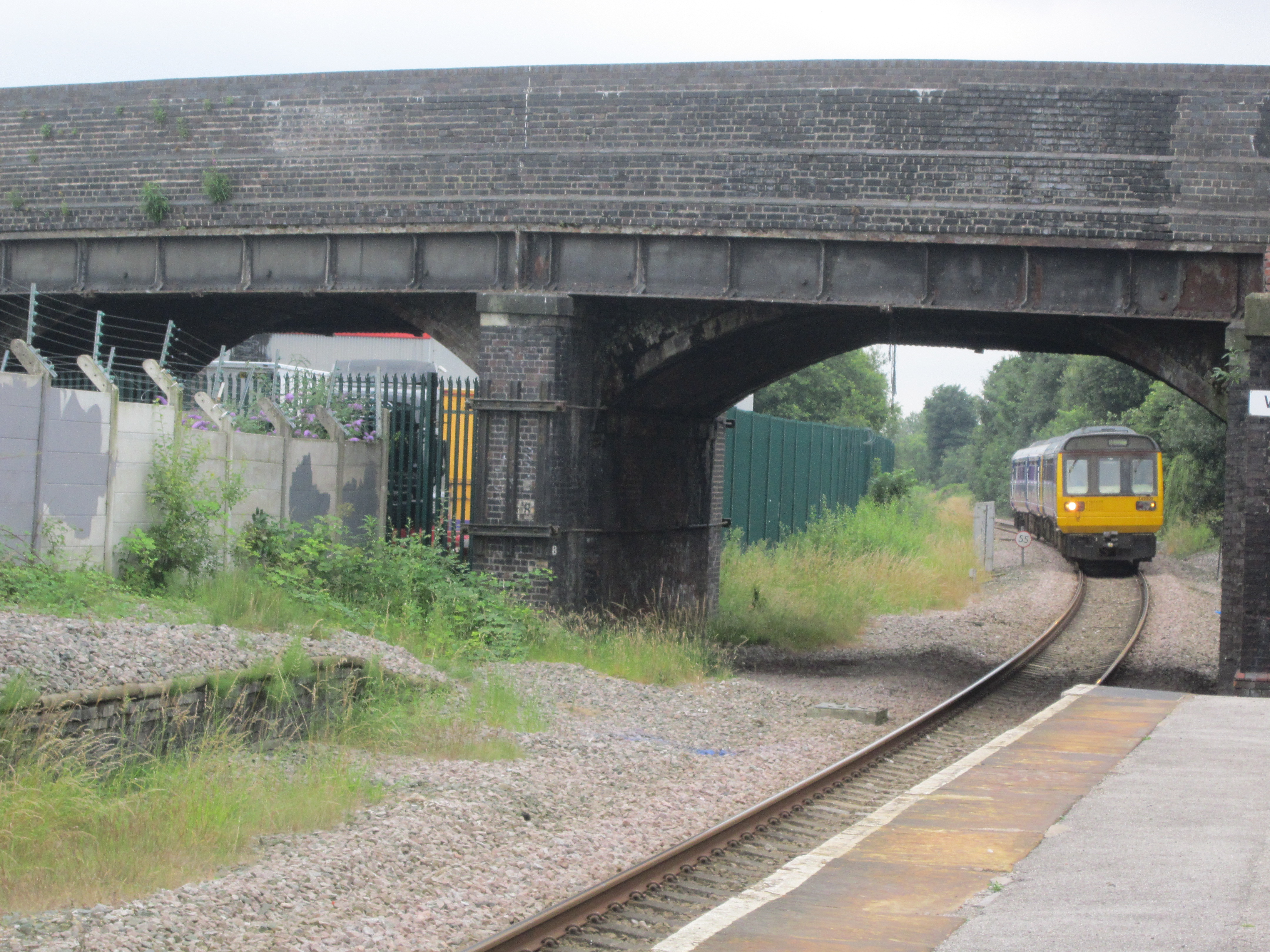
Поезд из Стокпорта в Сталибридж приближается к Реддиш-Саут — один из самых известных «парламентских поездов»

В 1963 году Ричард Бичинг, председатель British Railways, подготовили отчёт The Reshaping of British Railways, призванный предотвратить огромные убытки, связанные с уменьшением государственных субсидий. Бичинг предлагал очень существенные сокращения железнодорожной сети и числа поездов. В рамках принятой программы, которая стала известна как сокращение Бичинга, было закрыто множество линий. Закон о транспорте 1962 года формально позволял воспрепятствовать закрытию линии, если это создает проблемы для пассажиров. По мере того, как число возражений росло, закрывать маршруты становилось всё сложнее, и примерно с 1970 года это процесс почти прекратился. 
В некоторых случаях при исключительно низком пассажиропотоке количество поездов сводили к минимуму, но формально маршрут не закрывали, что позволяло избежать расходов, связанных с закрытием. В некоторых случаях число поездов сокращалось до одного в неделю и только в одном направлении.

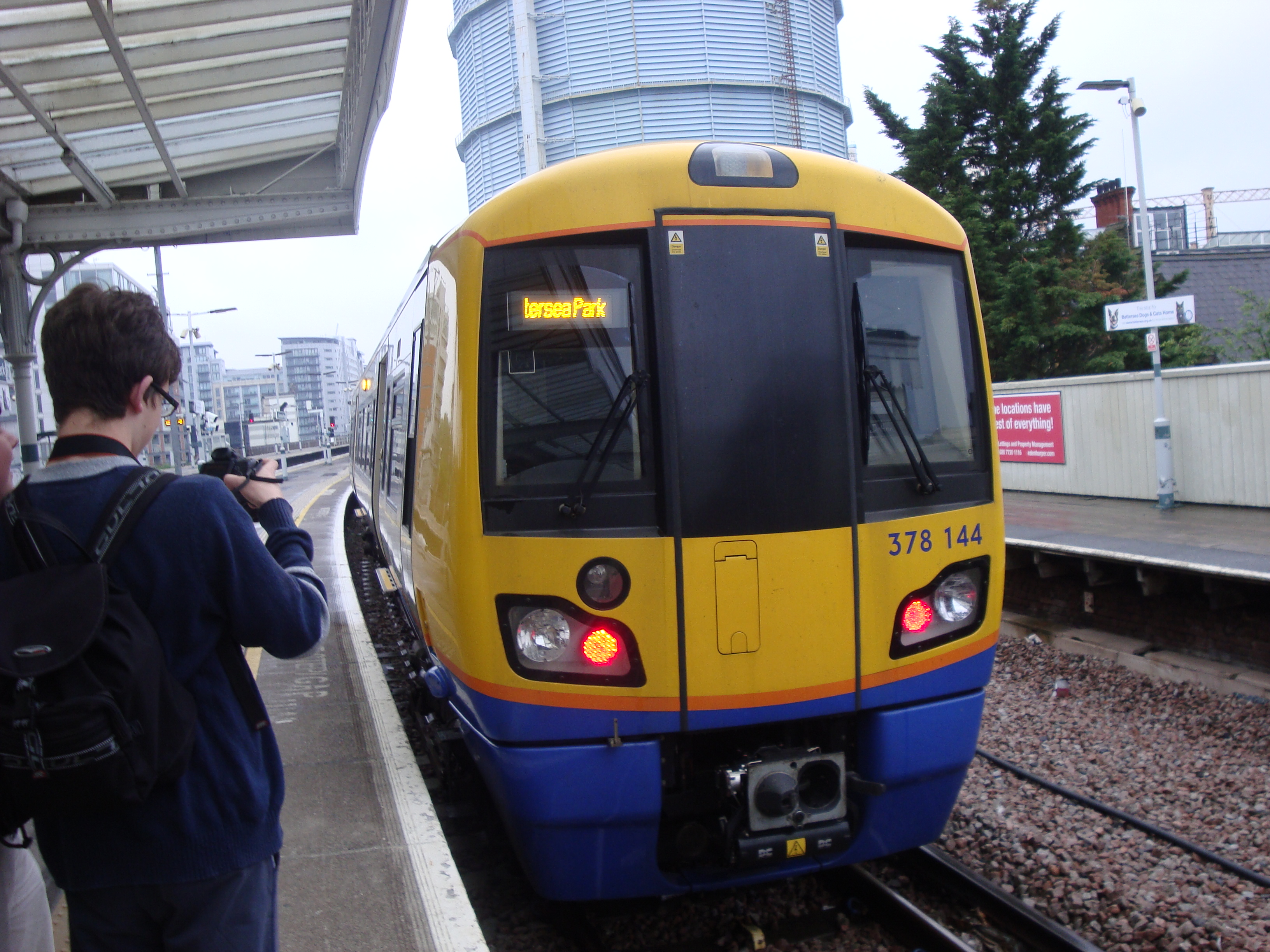
Поезд London Overground серии 378 на станции Баттерси-Парк в качестве «парламентского поезда». Он также используется, когда линия на перекресток Клэпхэма заблокирована.

Эти редко ходящие поезда вызвали сравнение с «парламентскими поездами» XIX века и среди железнодорожных фанатов так и стали называться. Другое их прозвище — «поезда-призраки». Однако официально подобные названия приняты не были. Так называемые «парламентские поезда» обычно работают в неудобное время: очень рано утром, очень поздно ночью или в середине дня в выходные дни. В наиболее запущенных случаях железнодорожное сообщение «временно» прекращалось с заменой на автобусное, чтобы формально сохранить видимость функционирования маршрута. 

### Закон Спеллера
Когда сокращения линий по результатам отчёта Бичинга привели к равновесию доходов и расходов, было признано желательным восстановить некоторые маршруты и открыть заново станции. При этом в случае убыточности вновь запущенный маршрут нельзя было закрыть снова без исполнения формальной процедуры и возможных возражений со стороны пассажиров. Такой подход препятствовал развитию сети, поэтому в 1981 году была принята поправка к закону 1962 года, согласно которой повторно открытые маршруты могли быть закрыты немедленно, без формальной процедуры. Законопроект был предложен Тони Спеллером, из-за чего после принятия от получил название Закона Спеллера. 

## Станции с минимальным обслуживанием
Станция могут обслуживаться только «парламентскими поездами», если эксплуатирующая компания желает её закрыть, но линия активно используется (большинство поездов проходит проходят станцию без остановки).

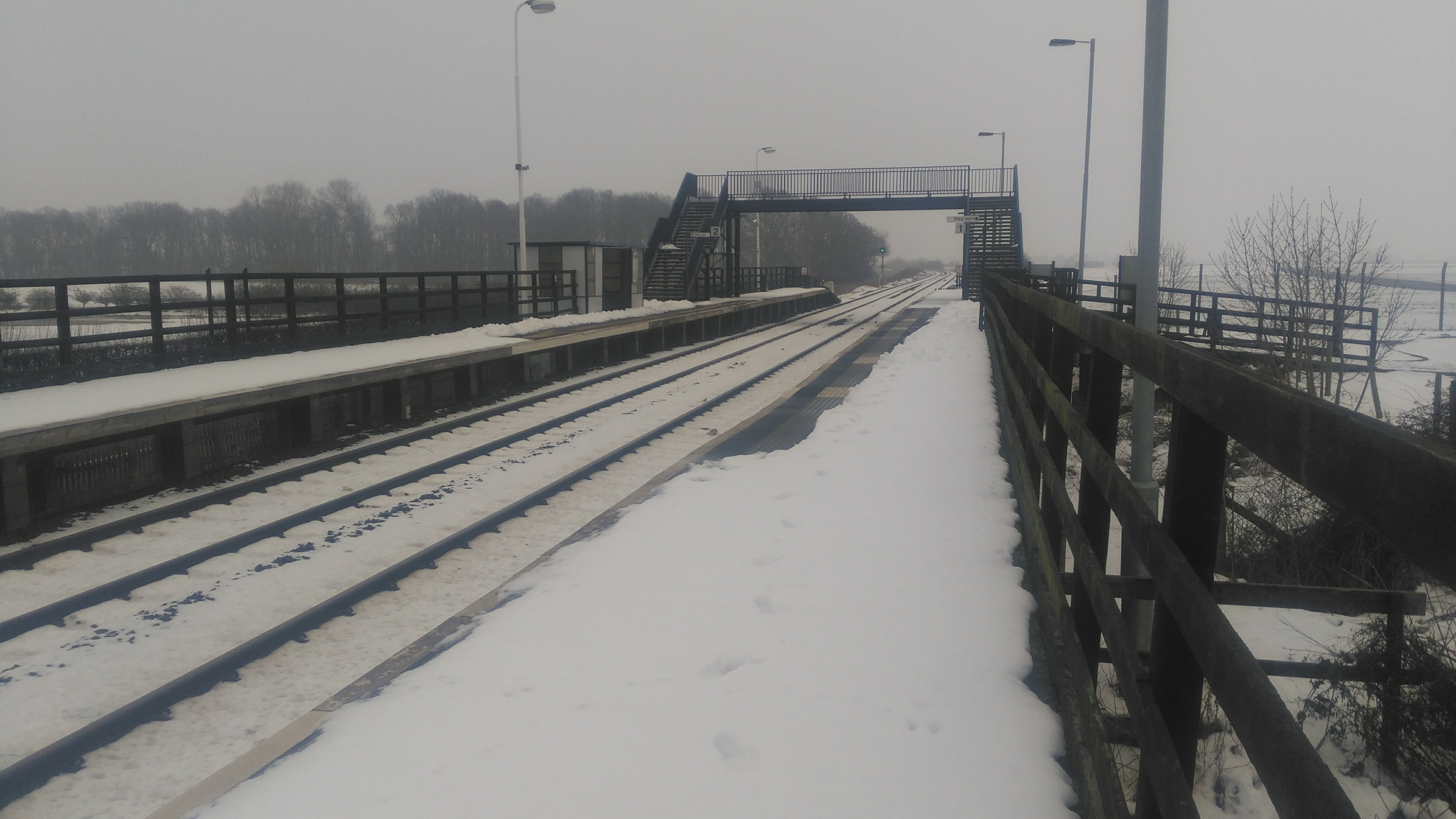
На станции Тиссайд-Эйрпорт поезд останавливается раз в неделю по воскресеньям в 14:54, хотя от платформы до аэропорта Тиссайд всего 15 минут ходьбы

Например, станция Тиссайд-Эйрпорт, обслуживающая международный аэропорт Тиссайд, потеряла почти всех пассажиров из-за относительно далёкого расположения от терминала и конкуренции со стороны автобусных маршрутов (которые впоследствии также были отменены из-за резкого сокращения числа авиапассажиров). В настоящее время на станции раз в неделю останавливается поезд из Хартлпула в Дарлингтон компании Northern Trains.

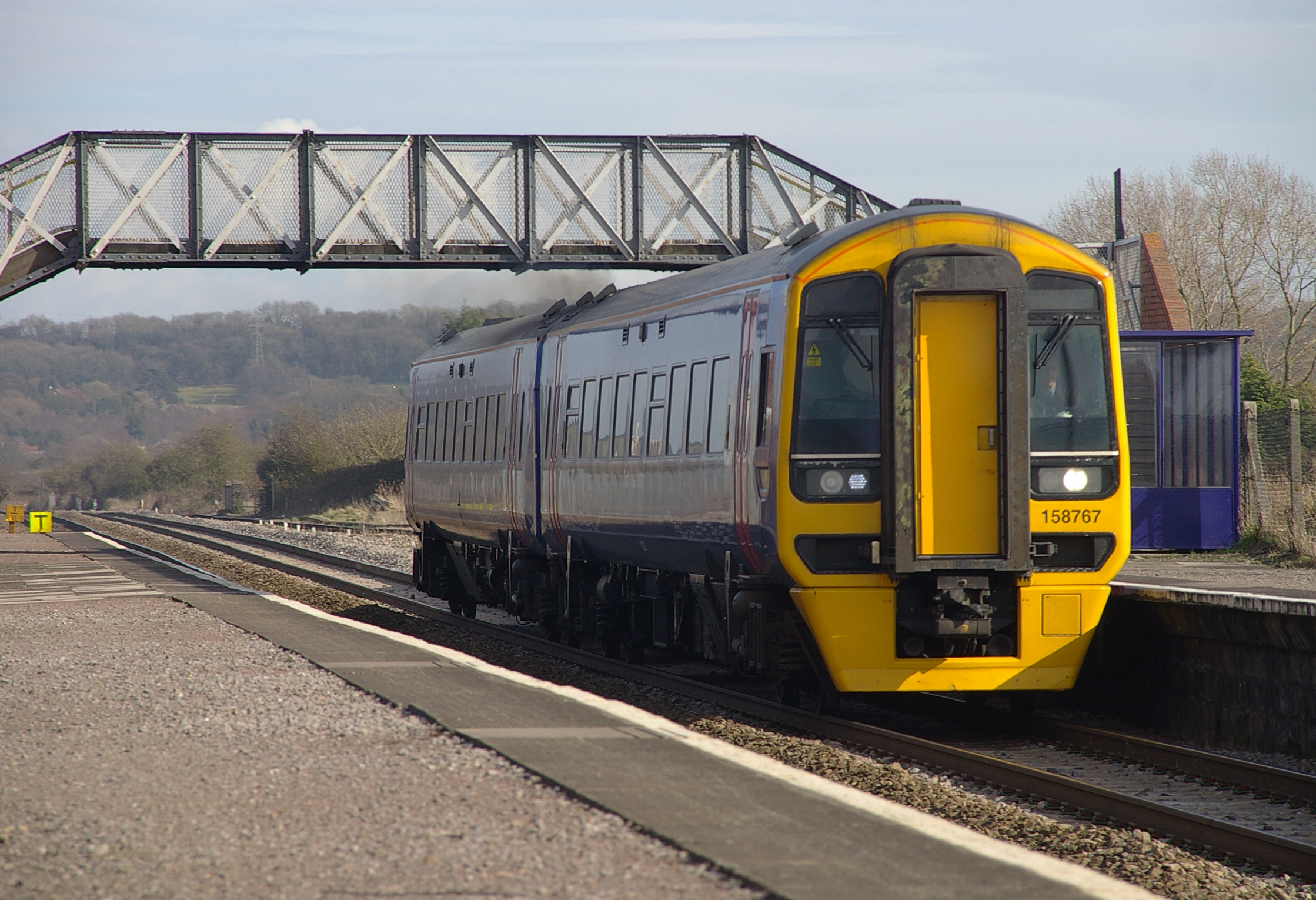
Два поезда компании Great Western Railway останавливаются по субботам на станции Пилнинг

На станции Пилнинг возле Бристоля останавливаются только два поезда в неделю, оба по субботам. Один следует из Кардиффа в Пензанс, другой из Кардиффа в Тонтон. Ранее поезда ходили раз в неделю в каждом направлении, но после закрытия моста на островную платформу в ноябре 2016 года обратное движение прекратилось.
Станция Бордсли обслуживается одним поездом в неделю по субботам. Станция работает, так как во время домашних матчей Бирмингем Сити её используют для перевозки болельщиков, для чего привлекаются дополнительные поезда. Обслуживание организовано West Midlands Trains.
В середине 1990-х годов British Rail была вынуждена делать остановку на станции Сметуик-Уэст в Уэст-Мидлендсе в течение лишних 12 месяцев из-за юридической ошибки при оформлении её закрытия. По одному поезду в неделю в каждом направлении останавливались на станции, хотя всего в нескольких сотнях метров уже открылась новая станци Сметуик-Голтон-Бридж.

## Автобусное замещение

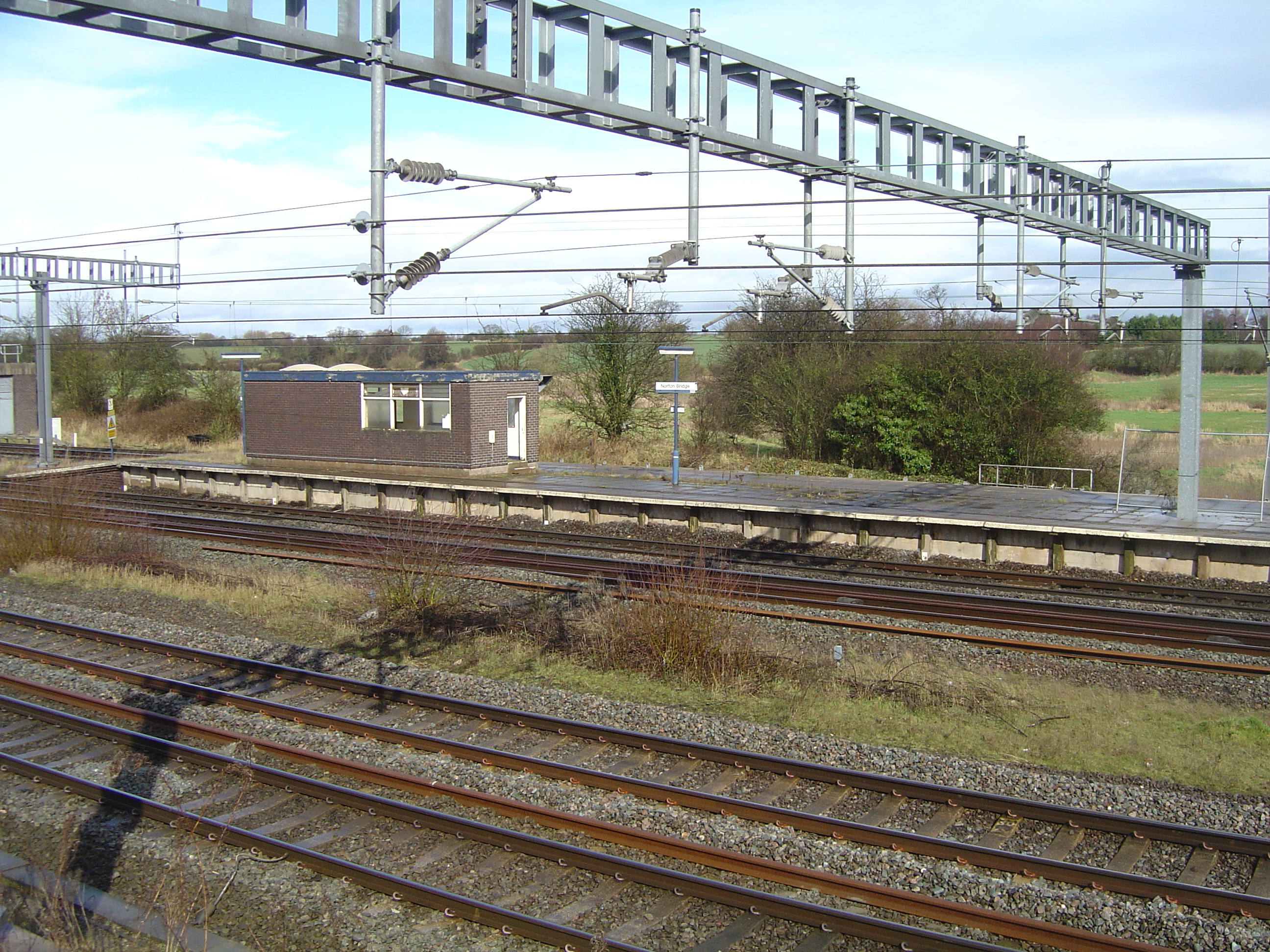
Станция Нортон-Бридж обслуживалась автобусами до марта 2019 года

Вариантом «парламентского» обеспечения было временное автобусное сообщение, как например между Уотфордом и Кроксли-Грин в Хартфордшире. Железнодорожная линия была закрыта для движения поездов в 1996 году, но, чтобы избежать юридических сложностей и затрат, связанных с официальным закрытием, поезда были заменены автобусами, таким образом сохранив юридически статус действующей железной дороги. Ветка была официально закрыта в 2003 году. Началась работа по демонтажу путей и переводу большей части маршрута на Уотфордскую ветку линии Метрополитен от Уотфорд-Джанкшен. Работы были остановлены в 2016 году после повторной оценки стоимости и в связи с отсутствием соглашения о финансировании.
Тактика временной замены поездов автобусами использовалась с декабря 2008 года на маршруте между Илинг-Бродвей и Уондсворт-Роуд. Компания Arriva CrossCountry прекратила перевозки из Брайтона в Манчестер, закрыв единственное пассажирское сообщение от Фэктори-Джанкшен к северу от Уондсворт-Роуд, и Латчмер-Джанкшен на линии Западного Лондона. Позже вместо автобусов компания Southern запустила один поезд в обратном направлении от Кенсингтон-Олимпия до Уондсворт-Роуд, который ходил ежедневно, пока закрытие линии не было оформлено официально в 2013 году.
Подменные автобусы использовалась для обслуживания станций Нортон-Бридж, Барластон и Веджвуд на линии Стаффорд — Манчестер, пассажирские перевозки по которой были прекращены в 2004 году для увеличения числа поездов Virgin CrossCountry и Virgin Trains West Coast. Станция Нортон-Бридж была закрыта в декабре 2017 года одновременно с передачей франшизы West Midland от London Midland в West Midlands Trains. Финансирование автобусного сообщения до Нортон-Бридж продолжалось до марта 2019 года.